# Scott Wells
(en) Statistiques sur pro-football-reference
Scott Darvin Wells (né le 17 février 1981 à West (Texas)) est un joueur américain de football américain.

## Enfance
Il commence à jouer dans la ville de Crowley avant d'entrer à la Brooksville Area High School où il fait deux saisons. Ensuite, il retourne dans son État natal à la Brentwood Academy dans le Tennessee. Durant ses premières saisons, il joue au poste d'offensive guard ainsi que defensive end.

## Carrière

### Université
Wells joue à partir de 2000 avec l'équipe des Volunteers de l'université du Tennessee. Après la saison 2003, il décide de s'inscrire sur la liste des joueurs pour le draft de 2004.

### Professionnel
Scott Wells est sélectionné lors du septième au 251e choix du draft de 2004 de la NFL par les Packers de Green Bay.
Après la pré-saison 2004, il est mis à l'écart de l'équipe active pour signer deux jours plus tard avec l'équipe d'entraînement. Un mois plus tard, le 2 octobre 2004, il retourne en équipe active après la blessure de Mike Flanagan. Sa première saison se conclut par cinq matchs (dont deux comme titulaire). Il est nommé centre titulaire avant la saison 2006. En novembre 2006, il signe une prolongation de contrat de cinq ans de quinze millions de dollars américains.
Le 6 février 2011, il remporte son premier titre professionnel après que lui et ses coéquipiers gagnent le Super Bowl XLV contre les Steelers de Pittsburgh 35-28. Lors de la saison 2011, il est sélectionné pour son premier Pro Bowl.
Le 16 mars 2012, il signe avec les Rams de Saint-Louis.